# تشارلز هاريسون
تشارلز هاريسون هو سياسي كندي، ولد في 1794، وتوفي في 8 مايو 1879.